# 廣寧煤炭足球會
廣寧煤炭足球會（Than Quảng Ninh Football Club）是越南一家職業足球會，位於廣寧省锦普市。球會己於2021年解散。

## 榮譽
- 越南盃:

- 冠軍 (1): 2016

## 球衣供應商
- 2015–: Joma

球衣贊助: Asanzo 與 Vinacomin

## 外部連結
- 官方網站